# سوین بیورنسون
سوین بیورنسون (انگلیسی: Sveinn Björnsson؛ ۲۷ فوریهٔ ۱۸۸۱ کپنهاگ، دانمارک – ۲۵ ژانویهٔ ۱۹۵۲ ریکیاویک، ایسلند) یک سیاست‌مدار و وکیل اهل ایسلند بود.